# Fra Angelico (schilder-frater)
Fra Giovanni Angelico Da Fiesole (Vicchio (Florence), rond 1395 - Rome, 18 februari 1455), beter bekend als Fra Angelico (de "Engelachtige Broeder") of Beato Angelico ("Zalige Engelachtige") was een beroemd 15de-eeuwse schilder-frater in Florence ten tijde van de Italiaanse renaissance. Zijn leven werd beschreven in Le Vite (Nederlands: De Levens) van Giorgio Vasari. Tot zijn bekendste werken behoren de fresco's die hij maakte in het San Marco-klooster te Florence. Hij werd in 1982 zalig verklaard door Paus Johannes Paulus II. Zijn feestdag valt op 18 februari.

## Biografie
Deskundigen nemen aan dat Fra Angelico werd geboren in het gehucht Rupecanina, dat met 25 andere gehuchten en dorpjes behoort tot de huidige gemeente Vicchio in de provincie Florence rond 1395.
Vader Pie(t)ro Tossi gaf hem bij zijn doop de naam Guido(lino). Over zijn jeugd is niets bekend.
Uit een document van 17 oktober 1417 blijkt dat hij intrad bij de broederschap van San Nicollò di Bari, dominicanen van de strikte observantie die de regel van Dominicus absoluut wilden navolgen, met de nadruk op armoede en ascese. Uit hetzelfde document weten we dat hij als schilder gevestigd was, wat later ook nog bevestigd wordt door twee kwijtingen van januari en februari 1418 voor werkzaamheden uitgevoerd in de kerk van Santo Stefano del Ponte
In 1418 trad hij, met zijn broer Benedetto (†1448), in bij de dominicanen in het klooster San Domenico bij Fiesole, en hij legde waarschijnlijk zijn geloften af in 1423, want dan wordt hij voor het eerst vermeld als ‘Fra Giovanni’.
De naam 'Angelico' kreeg hij na zijn dood (†1455) pas in 1469 van zijn confrater Domenico Giovanni di Corella vanwege de verhevenheid van zijn schilderstukken en fresco's.
Steeds als Fra Angelico begon met schilderen, ging hij eerst in gebed. Hiermee was hij trouw aan het ideaal van de dominicanen – door Thomas van Aquino geformuleerd (Summa Theologica, 1265-1272, Secunda secundae 9,188, artikel 6: Comtemplari et contemplata aliis tradere) – om eerst diep na te denken over wat je wilt zeggen en dan de vrucht van dat overdenken mee te delen aan anderen. Hij was ervan overtuigd dat hij hierdoor onder onmiddellijke inspiratie van God zijn werken kon maken. Volgens zijn biografie in Giorgio Vasari's Levens was Fra Angelico een bijzonder bescheiden man, die geen persoonlijke trots haalde uit zijn kunst maar deze slechts zag als een manier om God te eren.
Fra Angelico stierf in Rome in 1455 en is er begraven in de Basiliek Santa Maria sopra Minerva. Hij werd op 3 oktober 1982 zalig verklaard door paus Johannes Paulus II.

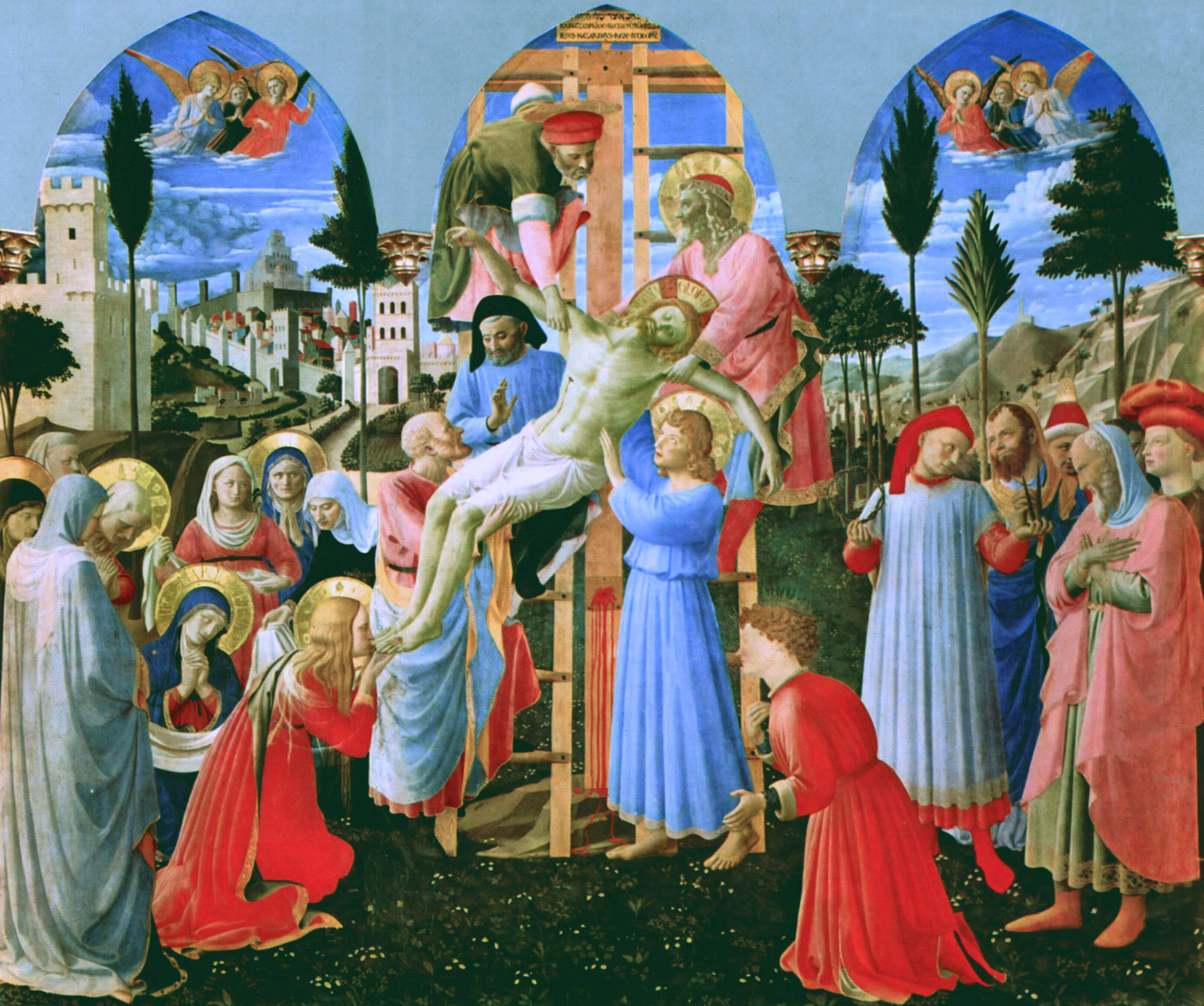
Kruisafneming, tempera op hout, 176 × 185 cm, Museo di San Marco, Florence

## Schilderstijl
Fra Angelico werkte in een periode waarin de stijl van het schilderen zeer sterk aan het veranderen was, de vroege Renaissance. Deze periode was ingeleid door onder meer Giotto. Guido di Pietro moet zeker Het leven van Sint Franciscus in de Santa Croce in Firenze gekend hebben. De figuren van Giotto waren veel reëler en levensechter dan die van andere schilders uit het begin van de 14e eeuw, zij gaven de aanzet tot meer realisme in de gotische schilderkunst. Giotto was ook een meester in het uitbeelden van emoties en de schilders die kennis maakten met zijn werk waren ongetwijfeld zeer sterk onder de indruk.
Tegelijkertijd was de ‘internationale gotiek’ nog steeds in de mode en geliefd bij de rijke opdrachtgevers. Het schilderen met briljante kleuren op een achtergrond van bladgoud was nog steeds populair en werd nog steeds enthousiast uitgeoefend door tijdgenoten van Fra Angelico, maar anderen onder wie Tommaso Masaccio werkten in de stijl van Giotto.
Fra Angelico was een meester in beide stijlen. Als een rijke opdrachtgever een paneel of een fresco wilde in de briljante internationaal gotische stijl dan kreeg hij dat ook, maar in zijn meest bekende en mooiste werken gebruikte hij de stijl van Giotto en Masaccio. Toen Masaccio in 1428 overleed was Fra Angelico een van de weinige schilders van zijn tijd die de innovaties van Masaccio op het gebied van het naturalisme en het perspectief ten volle begrepen. Fra Angelico's Kruisafneming geschilderd rond 1434 is een van de eerste succesvolle Italiaanse pogingen om een groep personen in een landschap te plaatsen. Fra Angelico is een meester in het verzoenen van de laat-middeleeuwse internationale gotiek met de verworvenheden van de vroege renaissance. Zijn werken – op paneel en in fresco – zijn sterk religieus van aard door de spiritualiteit van de maker, het onderwerp en de plaats waarvoor ze bestemd waren.

## Zijn levensloop als schilder
Wie zijn directe leermeesters waren is niet bekend, maar hij kreeg zijn opleiding in het Florence van Lorenzo Monaco en Gherardo Starmina. Van de eerste nam hij het gebruik van felle en onnatuurlijke kleuren over en het felle licht dat de schaduwen oplost en aan de sacrale scènes die hij schildert, een mystieke sfeer geeft. Zijn opleiding tot miniaturist, een strenge discipline, heeft zijn latere werken sterk beïnvloed.
In totaal maakte Fra Angelico 135 werken: miniaturen, schilderstukken (waaronder drieluiken) en fresco’s. Hoewel dezelfde grondtonen aanwezig zijn, zijn er toch veel verschillen doordat zijn vakmanschap zich in zijn levensperioden ontwikkelde. Het is niet bekend of hij in zijn jonge jaren een opleiding genoten heeft. Nadat hij, en zijn broer met de kloosternaam Benedetto, tot de dominicanen in Fiesole waren toegetreden, begon zijn eigenlijke carrière.

### In het klooster van Fiesole (1407-1409)
In zijn eerste kloostertijd als oblaat bekwaamde Giovanni zich in het schilderen van miniaturen, waarvan enkele bewaard zijn gebleven in een altaarmissaal, handschrift 558 in het Museo di San Marco te Florence. Het betreft een gehistorieerde initiaal 'R' met een voorstelling van De boodschap aan Maria (7 × 7 cm) en een volbladminiatuur: De verheerlijking van Dominicus (47,5 × 35 cm).

### Verblijf in Foligno (1409-1414)
Vanwege een verschil van mening over het recht op de pauselijke troon tussen Gregorius XII, Benedictus XIII en Alexander V, moest de dominicaanse communiteit van Fiesole in 1409 vluchten naar het klooster in Foligno in Umbrië. Daar kwam Fra Angelico onder invloed van Giotto en de School van Siena. Hij werkte ook onder Lorenzo Monaco.

### Verblijf in Cortona (1414-1418)
De pestepidemie in Foligno in 1414 dwong de dominicanen uit te wijken naar het klooster in Cortona, waar Angelico vier jaar verbleef. In deze periode maakte Angelico hoogwaardige schilderijen.

### Terug in Fiesole (1418-1452)
Terug in Fiesole legde hij zich toe op de verfijning van zijn werk. In 1436 schonk Cosimo de’ Medici het kloostercomplex San Marco in Florence, dat ooit bewoond werd door de paters silvestrijnen, aan de dominicanen. Cosimo bekostigde het herstel van kerk en klooster en de nieuwbouw van de bibliotheek door architecten Michelozzo (1396-1472) en Filippo Brunelleschi. Cosimo vroeg Fra Angelico het kloostercomplex te verfraaien met fresco’s. Om dit uit te voeren, verhuisde Angelico in 1441 naar dit convent en werkte daar met leerlingen aan deze opdracht, die in 1450 was voltooid. Zijn werk hier betreft 44 fresco’s voor de cellen (kamertjes) van de dominicanen met afbeeldingen uit het leven van Jezus. Ook de kapittelzaal (vergaderzaal) en de refter (eetzaal) kregen fresco’s. Het klooster heeft een bewogen geschiedenis met onder anderen Girolamo Savonarola, prior van het convent, die in mei 1498 op de brandstapel zijn einde vond. Florence kwam in de 18e eeuw onder invloed van de Franse familie uit Lorraine, totdat Napoleon III de stad ging besturen en onder meer het San Marco klooster onteigende in 1860. De dominicanen moesten het complex verlaten, dat in 1859 tot Staatsmuseum werd verheven.
In deze periode kreeg Fra Angelico opdrachten van pausen en Piero de' Medici. Een belangrijke opdrachtgever van Fra Angelico was paus Eugenius IV. Van hem ontving hij in het najaar van 1445 het verzoek in het Vaticaans Paleis fresco’s te maken in zijn privékapel, gewijd aan de heiligen Stephanus en Laurentius. Na de dood van Eugenius IV continueerde paus Nicolaas V de opdracht. In 1449 voltooide Angelico het werk.
Paus Nicolaas V gaf hem in 1447 opdracht om in de kathedraal van Orvieto de kapel van de Madonna di San Brizio te verfraaien. Angelico kon het werk niet afmaken. Veel later heeft Luca Signorelli het voltooid. In 1448 gaf Piero de' Medici opdracht 35 paneeltjes te maken ter versiering van de zilveren relikwieënkast in de kerk van Maria Boodschap te Florence. Fra Angelico verzorgde negen paneeltjes (38,5 × 37 cm); 23 werden vervaardigd door een andere schilder of misschien in de werkplaats van Angelico naar zijn schetsen. Alesso Baldovinetti maakte er drie. Ze worden verspreid over musea bewaard.
Rond 1450 werd Fra Angelico tot prior gekozen van het San Domenico klooster in Fiesole, een functie die hij vervulde tot juni 1452. Ondertussen voltooide hij zijn opdrachten.

### In Rome (1452-1455)
Daarna verhuisde hij naar het klooster bij de kerk Santa Maria sopra Minerva in Rome, waar hij op 18 februari 1455 overleed. Hij werd bijgezet onder de vloer van een zijkapel. De marmeren grafsteen, werk van Isaiha da Pisa (1397-1464), stelt hem voor in het habijt met mantel van de dominicanen met een grafschrift, waarschijnlijk van de hand van de humanist Lorenzo Valla (1407-1457) die Fra Angelico laat zeggen: "O Christus, enkele van mijn werken blijven op aarde, andere in de hemel. Ik zag het licht van de wereld in de stad Florence, de bloem van Etrurië."

## Enkele werken

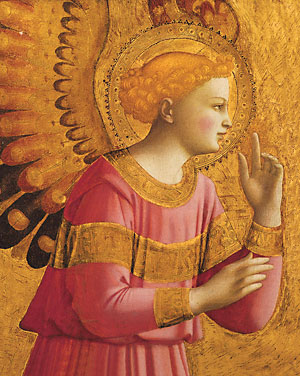
Engel Gabriël (detail)

### Miniaturen
- Graduale 558, ca. 1425, verlucht handschrift van het klooster San Domenico in Fiesole, Museo di San Marco, Florence
- Psalter 530, 1446-1454, Museo di San Marco, Florence
- Psalter 531, 1446-1454, Museo di San Marco, Florence
- Missaal 533, 1446-1454, Museo di San Marco, Florence
- Missaal Gerli 54, Biblioteca Nazionale Braidense, Milano
- Genadestoel, losse folium, Museo di Vallombrosa
- Sint Benedictus tussen de heilie Mauro en de heilige Placido, bas-de-page privécollectie
- Koorboek 43, Biblioteca Medicea Laurenziana, Florence

### Schilderijen
- Scènes uit het leven van de woestijnvaders (circa 1420)
- Madonna met kind en vier engelen (circa 1425)
- Reliekschrijn met Christus en engelen (1425-1430)
- De Maagd met kind en de heiligen Dominicus en Thomas van Aquino (1424-1430)
- De kroning van de Maagd Maria (circa 1430-1432)
- De verkondiging van de engel aan Maria
- Het Laatste Oordeel (1432-1435)
- Verhalen uit het leven van St. Nicolaas van Myra (1437)
- Madonna met kind en de heiligen Dominicus en Catharina van Alexandrië (1437)
- Paneeltjes voor de relikwieënschrijn (1448)

### Fresco’s
- Meer dan 40 fresco’s met afbeeldingen uit Jezus’ leven in het klooster San Marco te Florence (1441-1450)
- Fresco’s met scènes uit het leven van Stephanus en Laurentius in de Sint-Nicolaaskapel in het Vaticaans Paleis (1447-1449)

## Musea
Schilderijen van Fra Angelico bevinden zich in onder andere de volgende musea:
- Galleria Borghese in Rome
- Hermitage in Sint-Petersburg
- Louvre in Parijs
- Prado in Madrid
- Museo di San Marco in Florence
- Galleria degli Uffizi in Florence
- Vaticaanse Musea in Vaticaanstad
- Rijksmuseum in Amsterdam